# Die zweite Schuld
Die zweite Schuld oder Von der Last, Deutscher zu sein ist der Titel eines Sachbuchs von Ralph Giordano (1923–2014) aus dem Jahre 1987, in dem er schildert, wie das Versagen der deutschen Gesellschaft nach dem Nationalsozialismus die politische Kultur der Bundesrepublik geprägt hat.

## Inhalt
Giordanos Buch beschreibt, wie „der große Frieden mit den Tätern“ zu einem Fundament der Staatsgründung wurde. Als Beispiel hierfür stellt er Hans Globke vor, Kommentator der nationalsozialistischen Rassengesetze vom September 1935 und später „graue Eminenz der bundesdeutschen Frühepoche“, Staatssekretär Konrad Adenauers und Schöpfer des Bundeskanzleramtes. Giordano bezeichnet den großen Frieden mit den Tätern als eine Schöpfung der Adenauer-Ära und Adenauer als  Spiritus rector „des großen Friedens mit den Tätern“, den Vater der „zweiten Schuld“, ihre „Galionsfigur“.
Nach dem Ende des Zweiten Weltkriegs wurden zwar viele Täter vor bundesdeutschen Schwurgerichten verurteilt, Giordano kritisiert aber, dass es sich dabei lediglich um „die untersten Glieder in der Kette des industrialisierten Serien-, Massen- und Völkermords, die kleinen Angestellten des Verwaltungsmassakers“ gehandelt habe, „die Tötungsarbeiter, die mit eigenen Händen, ihren Nagelstiefeln und Schusswaffen gemordet hatten“. Deren Strafverfolgung sei zu Recht erfolgt, aber da sie die Hauptmasse der Angeklagten waren, stelle sich immer dringlicher die Frage: „Wo sind eigentlich ihre Vorgesetzten, die den ‚Todesmühlen‘ das ‚Menschenmaterial‘ zugeliefert haben? Wo die ‚Großen‘, die Planer, die Schreibtischtäter, die Köpfe der Mordzentrale Reichssicherheitshauptamt? Wo die Wehrwirtschaftsführer, die SS-Größen, die pflichtschuldigen Militärs?“
Die 1998 erschienene Neuauflage des Buchs hat 15 Kapitel, in denen Giordano mit der Beschreibung des „Verlustes der humanen Orientierung“ in Deutschland seit der Reichsgründung 1871 beginnt. Anschließend stellt er das Fundament der zweiten Schuld, die unterbliebene Strafverfolgung von NS-Verbrechern, dar. Weitere Kapitel behandeln die fehlende Kritik an der Wehrmacht und ihrer Kriegsführung, die Liebe der meisten Deutschen zum „Führer“ sowie die fehlende Bereitschaft des nationalen Kollektivs ehemaliger Hitleranhänger, sich zur Kollektivschuld an den NS-Verbrechen zu bekennen. Der Widerstand gegen den Nationalsozialismus war auf Einzelpersonen und kleine Gruppen beschränkt und unpopulär. In den Kapiteln über den „perversen Antikommunismus“, die Tätigkeit der Vertriebenenverbände, die Sehnsucht der „Zwangsdemokraten“ nach dem von Franz Josef Strauß verkörperten „starken Mann“, den rechten „Gegenradikalismus“ und seine Verschränkung mit dem Terror der RAF sowie die Versuche, einen Schlussstrich unter die Beschäftigung mit der NS-Geschichte zu ziehen, befasst sich Giordano mit den Folgen der zweiten Schuld in Westdeutschland, 1998 fügte er noch ein Kapitel über den unzulänglichen „verordneten Antifaschismus“ der DDR hinzu.

## Rezeption und Kritik
Jürgen Müller-Hohagen, der Leiter des Dachau Instituts Psychologie und Pädagogik, nahm Stellung zu Giordanos Thesen. Die Verdrängung und Verleugnung der ersten Schuld nach 1945 habe die politische Kultur der Bundesrepublik Deutschland bis auf den heutigen Tag wesentlich mitgeprägt, eine Hypothek, an der noch lange zu tragen sein werde. Er gibt zu bedenken, dass es auch eine „dritte Schuld“ geben könne und mittlerweile gebe. Soweit die Nachkommen das Verdrängen, Verleugnen und Verschweigen der Vorgängergenerationen fortführten, verharrten sie in einer transgenerationellen Komplizenschaft und trügen etwas von der NS-Gewalt weiter.
Kulturlotse Hamburg veranstaltete 2018 zusammen mit der Forschungsstelle für Zeitgeschichte in Hamburg eine Veranstaltung mit dem Thema Ralph Giordano und die zweite Schuld: Zur Aktualität einer publizistischen Intervention … eine Hypothek, an der noch lange zu tragen sein wird. Angesichts aktueller politischer Entwicklungen vom NSU-Terror bis hin zur Enttabuisierung rassistischer Diskurse sei es geboten erschienen, die weithin als Erfolgsgeschichte wahrgenommene bundesdeutsche Aufarbeitung der NS-Vergangenheit auf den Prüfstand zu stellen. Spezifisch postnationalsozialistische Prägungen der bundesrepublikanischen Gegenwart wurden hinterfragt und über die aktuellen Herausforderungen für eine kritische Erinnerungskultur diskutiert.
Als Gegenposition zu Giordano wird gelegentlich der Historiker Manfred Kittel zitiert, der sich 1993 in seinem Buch Die Legende von der „Zweiten Schuld“. Vergangenheitsbewältigung in der Ära Adenauer auf die Zeit seit der Konstituierung der Bundesrepublik Deutschland konzentriert. Eike Wolgast vom Historischen Seminar setzt sich in seinem Beitrag Vergangenheitsbewältigung in der unmittelbaren Nachkriegszeit kritisch damit auseinander.
Im Vorwort zur 1998 erschienenen Neuauflage stellt Giordano fest, dass die Dimension des Bewusstseins für die Problematik der zweiten Schuld in den zehn Jahren seit dem ersten Erscheinen des Buchs enorm gestiegen sei. Kittel wirft er vor, die Fakten seines Buches notorisch bei seiner Kritik auszublenden.

## Ausgaben
- Ralph Giordano: Die zweite Schuld oder von der Last Deutscher zu sein. Knaur, München 1987, ISBN 3-426-03943-5.
- Ralph Giordano: Die zweite Schuld oder von der Last Deutscher zu sein. Rasch und Röhring, Hamburg 1987, ISBN 3-89136-145-9.
- Ralph Giordano: Die zweite Schuld oder von der Last Deutscher zu sein. Neuausgabe Auflage. Rasch und Röhring, München 1998, ISBN 3-89136-670-1.
- Ralph Giordano, Die zweite Schuld Oder Von der Last Deutscher zu sein. Kiepenheuer & Witsch, KiWi-Taschenbuch, 2020, ISBN 978-3-462-05353-1.